# Breux-Jouy
Breux-Jouy ist eine französische Gemeinde mit 1.283 Einwohnern (Stand: 1. Januar 2022) im Département Essonne in der Region Île-de-France; sie gehört zum Arrondissement Étampes und zum Kanton Dourdan. Die Einwohner heißen Brojiciens.

## Geographie
Breux-Jouy liegt etwa 35 Kilometer südsüdwestlich von Paris am Flüsschen Renarde. Umgeben wird Breux-Jouy von den Nachbargemeinden Breuillet im Norden, Saint-Yon im Osten, Saint-Sulpice-de-Favières im Südosten und Süden, Souzy-la-Briche im Süden sowie Saint-Chéron im Westen.

## Bevölkerungsentwicklung
| Jahr                       | 1962 | 1968 | 1975 | 1982 | 1990 | 1999 | 2006 | 20193 |
| Einwohner                  | 460  | 409  | 509  | 683  | 1147 | 1438 | 1235 | 1290  |
| Quellen: Cassini und INSEE |      |      |      |      |      |      |      |       |

## Sehenswürdigkeiten
- Kirche Saint-Martin aus dem 13. Jahrhundert
- Schloss Baville aus dem 17. Jahrhundert, seit 1990 Monument historique

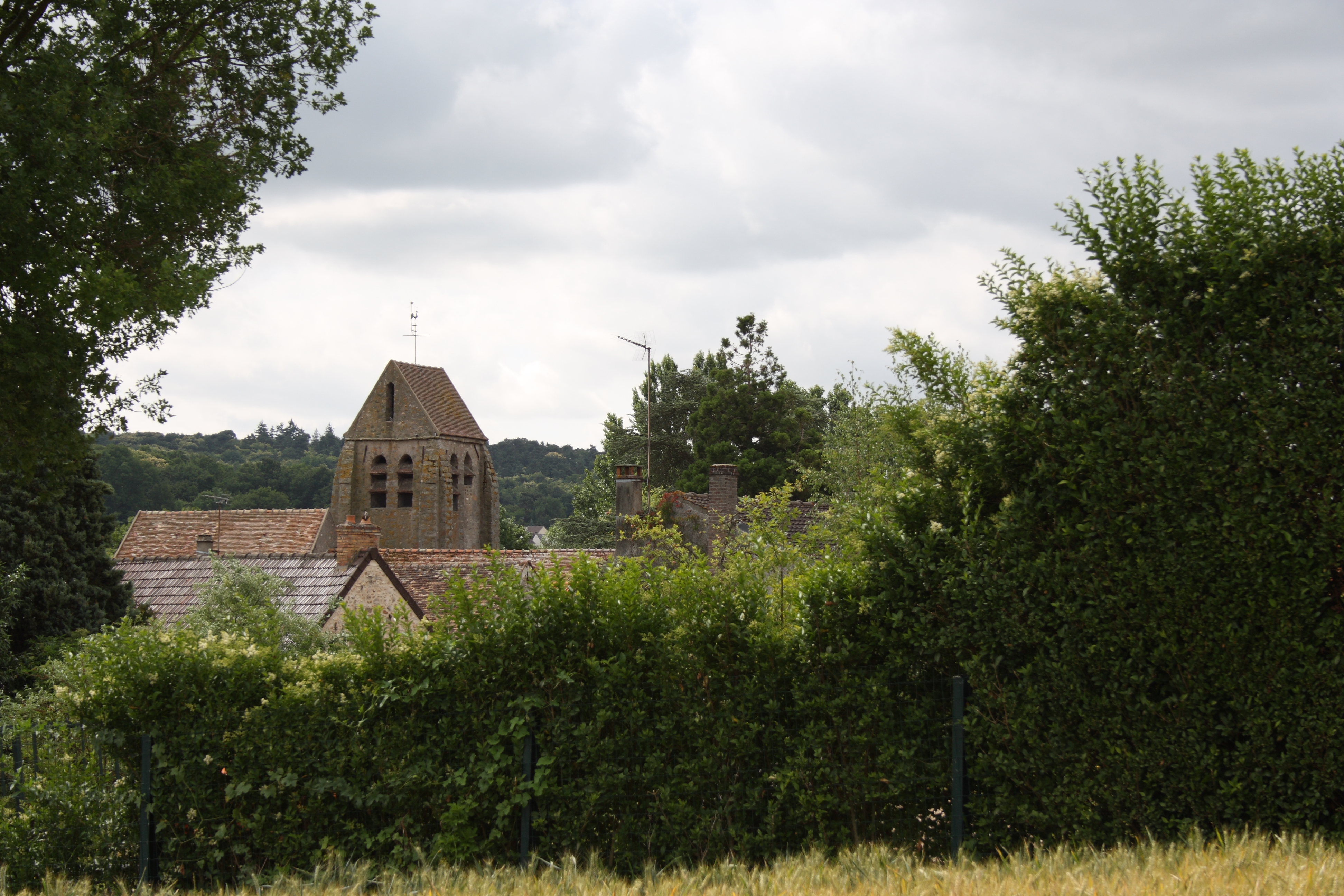
Kirche Saint-Martin
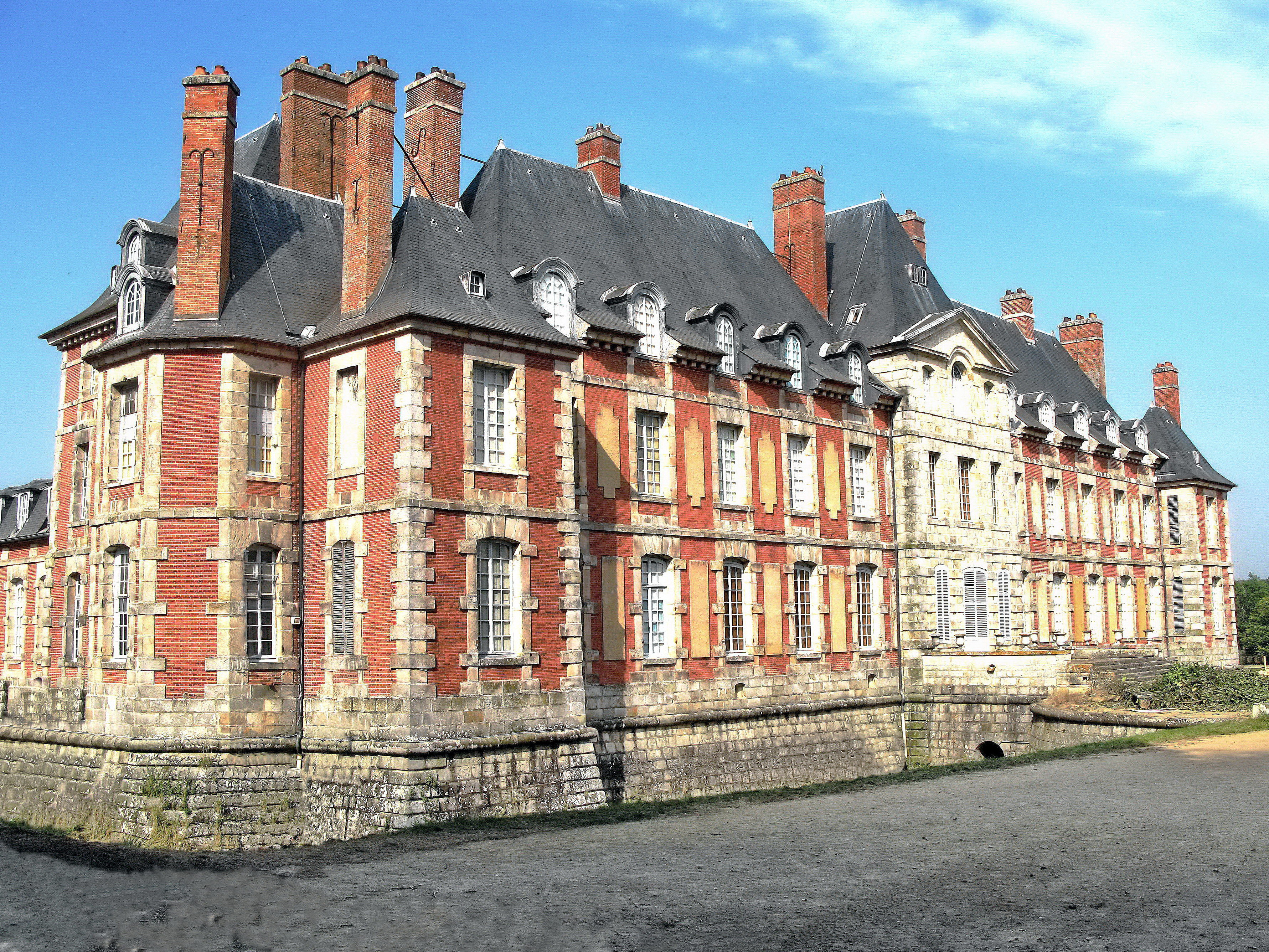
Schloss Baville

## Persönlichkeiten
- Juliet Berto (1947–1990), Schauspielerin